# Pîsarivșciîna, Dîkanka
Pîsarivșciîna (în ucraineană Писарівщина) este un sat în comuna Velîki Budîșcea din raionul Dîkanka, regiunea Poltava, Ucraina.

## Demografie
Componența lingvistică a localității Pîsarivșciîna
     Ucraineană (95%)
     Rusă (5%)
Conform recensământului din 2001, majoritatea populației localității Pîsarivșciîna era vorbitoare de ucraineană (95%), existând în minoritate și vorbitori de rusă (5%).